# Comuna Cerkașceanî, Mirhorod
Cerkașceanî (în ucraineană Черкащани) este o comună în raionul Mirhorod, regiunea Poltava, Ucraina, formată din satele Bezvodivka, Cerkașceanî (reședința), Fuhli, Kîrsivka, Mokriivka, Perederiivka, Petrivka, Pîsarivka, Preadkî și Zaporojți.

## Demografie
Componența lingvistică a comunei Cerkașceanî
     Ucraineană (99,53%)
     Alte limbi (0,47%)
Conform recensământului din 2001, majoritatea populației comunei Cerkașceanî era vorbitoare de ucraineană (99,53%), existând în minoritate și vorbitori de alte limbi.